# San Carlos, Córdoba (Argentina)
San Carlos Minas är en kommunhuvudort i Argentina.   Den ligger i provinsen Córdoba, i den centrala delen av landet, 700 km nordväst om huvudstaden Buenos Aires. San Carlos ligger 756 meter över havet och antalet invånare är 1 215.
Terrängen runt San Carlos är huvudsakligen platt, men österut är den kuperad. Trakten runt San Carlos är nära nog obefolkad, med mindre än två invånare per kvadratkilometer.. San Carlos är det största samhället i trakten.
Omgivningarna runt San Carlos är i huvudsak ett öppet busklandskap.